# 21P/Giacobini-Zinner
El cometa Giacobini-Zinner (21P/Giacobini-Zinner) és un cometa periòdic, descobert per Michel Giacobini des de Niça, que l'observà a la constel·lació d'Aquari el 20 de desembre de 1900. Fou redescobert després de dos passos pel periheli per Ernst Zinner (des de Bamberg, Alemanya) mentre observava estrelles variables a prop de β Scuti el 23 d'octubre de 1913. Durant les seves aproximacions al Sol pot arribar a magnitud 8, però durant el pas de 1946 sofrí una sèrie d'augments de lluminositat que el dugueren a la magnitud 5.
El Giacobini-Zinner és el cos que origina la pluja de meteors de les giacobínides, també conegudes com les dracònides. Fou visitat per la sonda espacial International Cometary Explorer, que atravessà la seva cua de plasma l'11 de setembre de 1985. També havia de ser visitat per les sondes japoneses Sakigake i Suisei, que l'havien d'explorar després de trobar-se amb el Halley, però s'abandonà el pla per manca de propel·lent.
1. 1 2 3 4 5 6 7 8 9 10 11  «JPL Small-Body Database». [Consulta: 5 gener 2024].